# Stormovik: SU-25 Soviet Attack Fighter
Stormovik: SU-25 Soviet Attack Fighter est un jeu vidéo de simulation de combat aérien développé et publié par Electronic Arts sur IBM PC en 1990. Le jeu est développé par la même équipe que LHX: Attack Chopper (1990) dont il reprend le moteur de jeu. Il met le joueur aux commandes d'un Soukhoï Su-25, un avion d'attaque au sol soviétique, au cours d'une Troisième Guerre mondiale hypothétique déclenchée par un groupe terroriste. Le joueur peut choisir d'incorporer l'armée rouge en 1991, en 1992 ou en 1993, chaque année lui donnant accès à une dizaine de missions de difficultés croissantes,,,.

## Accueil
| Stormovik |      |        |
| Média     | Nat. | Notes  |
| ACE       | GB   | 89.5 % |
| Gen4      | FR   | 63 %   |
| Joystick  | FR   | 90 %   |
| Tilt      | FR   | 17/20  |